# ازناو (همدان)
ازناو، روستایی از توابع بخش پیشخور شهرستان فامنین در استان همدان ایران است.

## جمعیت
این روستا در دهستان پیشخور قرار دارد و براساس سرشماری مرکز آمار ایران در سال ۱۳۹۵، جمعیت آن ۲۳ نفر (۶خانوار) بوده‌است واز شرق با روستای خیمه گاه واز جنوب به روستای قشلاق وازغرب باروستای مرغ آباد همسایه می باشد  واز مکانهای زیارتی آن می توان به بارگاه امامزادگان عین وغین یا عین والشرف وعزالشرف اشاره نمود وهمچنین وجود غار هفت محراب ومسجد قدیمی وباصفا وحمام قدیمی ودیدنی و وجود چشمه ها وکوها باعث شده این روستا یکی از روستاهای هدف گردشگری قرارگیرد .